# Roland Gillet
Roland Théophile Jacques Gillet (Serémage-Erzange (Frankrijk), 23 november 1920 - Sint-Pieters-Woluwe, 10 juli 2008) was een Belgisch volksvertegenwoordiger, senator en burgemeester.

## Levensloop
Eerst onderwijzer, werd hij bedrijfsconsulent en zaakvoerder.
In 1964 werd hij voor de PLP verkozen tot gemeenteraadslid van Sint-Pieters-Woluwe, wat hij bleef tot in 1988. Van 1965 tot 1982 was hij er schepen en van 1982 tot 1983 was hij burgemeester van deze gemeente in 1982-1983. 
Van 1965 tot 1977 zetelde Gillet voor het arrondissement Brussel in de Kamer van volksvertegenwoordigers. Binnen de Brusselse federatie van de liberalen deed Gillet aanvankelijk inspanningen om de Vlaamse en Franstalige leden met elkaar te verzoenen, maar nadat de Vlaamse Brusselse liberalen in 1968 onder de naam Blauwe Leeuwen een eigen partijafdeling oprichtten, ging hij zich radicaler opstellen tegenover de eisen van de Nederlandstalige Brusselaars, zoals een gegarandeerde vertegenwoordiging in de Brusselse instellingen en begon hij te ijveren voor een uitbreiding van de Brusselse agglomeratie met de zes faciliteitengemeenten in de Brusselse Rand. In januari 1973 weigerden de Franstalige Brusselse liberalen in te stemmen met het regeerakkoord van de regering-Leburton, omdat het vooropgestelde beleid omtrent Brussel hen niet kon bekoren, terwijl de Vlaamse en Waalse liberalen wel akkoord waren gegaan met regeringsdeelname. Daarom besliste de Brusselse federatie, die al sinds 1970 een autonome koers tegenover de nationale partijleiding was gaan varen, om al haar banden met de Vlaamse en Waalse liberalen door te knippen en een eigen partij op te richten, de Parti Libéral Démocrate et Pluraliste (PLDP), waarvan Roland Gillet tot voorzitter werd verkozen. Onder zijn voorzitterschap werd beslist om bij de verkiezingen van 1974 een kartel te vormen met het FDF en werden de eerste stappen naar het herstel van de banden met de Waalse liberalen gezet. In juni 1974 werd de PLDP herdoopt tot Parti Libéral Bruxellois en drie maanden later, in september 1974, trad Gillet af als voorzitter van deze partij. Ondertussen raakte hij steeds meer aangetrokken tot het communautaire programma van het FDF en in maart 1977 stapte hij over naar deze partij.
Na zijn overstap naar het FDF zetelde hij van 1977 tot 1985 als rechtstreeks gekozen senator voor het arrondissement Brussel in de Senaat. In het parlement was hij bijzonder actief en lag aan de basis van nieuwe wetgeving met betrekking tot bejaardenzorg, culturele materies, erkenning van Brussel als zetel van internationale instellingen en als hoofdstad van de Franse Gemeenschap van België.
Hij was ook zeer begaan om het dierenwelzijn en kreeg voor deze activiteiten internationale erkenning. Hij werd leidinggevend in internationale organisaties voor dierenbescherming. In 1985 besloot hij zich geen kandidaat meer te stellen bij de verkiezingen en werd hij voorzitter van de drukkingsgroep Rassemblement Ecologiste Centriste, dat opkwam voor groene ideeën.
Na zijn parlementaire loopbaan, werd hij Belgisch vertegenwoordiger in internationale instellingen en Belgisch commissaris voor verschillende internationale tentoonstellingen. Hij werkte ook in het kader van de internationale Francofonie en voor de uitstraling van de Belgische Franstalige gemeenschap. Hij was ook een van de organisatoren van de vereniging van voormalige Franstalige parlementsleden.